# Archivio arcivescovile di Lucca
(Salvatore Bongi)
L'Archivio arcivescovile di Lucca costituisce una delle principali raccolte, a livello internazionale, di documenti di proprietà ecclesiastica. In particolare conserva la più ricca raccolta di documenti altomedievali d'Europa. Per questo e per altra documentazione di eccezionale rarità è stato inserito dall'UNESCO nel Registro internazionale Memoria del mondo.

## Patrimonio
L'Archivio arcivescovile conserva ben 1800 documenti anteriori all'anno Mille e soprattutto 156 pergamene longobarde. La collezione costituisce la più abbondante raccolta di documenti di età altomedievale ancora esistenti in Europa, che rappresenta circa la metà dei documenti di tale epoca esistenti al mondo e quindi essa è un riferimento obbligato per gli studiosi. 
Il fondo Diplomatico è composto da circa tredicimila pergamene (tra cui quelle longobarde), la più antica delle quali è dell'anno 685. Si tratta di documenti redatti da molti notai religiosi e laici. Secondo il Quaderno n.25 di Archimeetings il fondo Diplomatico sarebbe costituito da solo 7800 pergamene dal 685 alla fine del XVIII secolo.
I fondi del Diplomatico sono quattro e si usano dei simboli per indicarli: +, + +, *, e A. 
I documenti pertinenti al periodo 1023-73 sono stati trascritti in tesi di laurea, che si conservano nel Dipartimento di Medievistica dell'Università di Pisa. curatori sono L. Marchini per gli anni 1023-9 (aa. 1966-7), G. Mennucci per 1030-4 (aa.1964-5), E.Isola per 1035-40 (aa.1964-5), M. G. Nesti per 1041-4 (aa.1967-8), M. G. Pianezzi per 1045-50 (aa.1967-8), P. Bertocchini per 1051-55 (aa.1969-70), e L. Gernignani per 1056-73 (aa.1956-7); il relatore di quest'ultima tesi è 0.Bertolini, e degli altri C. Violante. 
L'Archivio conserva inoltre atti di natura pastorale-ecclesiastica (cancelleria) dal 1300 ad oggi, duplicati di atti di nascita, matrimonio e morte dal 1740 a oggi e la Mensa arcivescovile, che raccoglie la documentazione relativa al patrimonio immobiliare dell'Arcivescovado. Esiste poi un archivio segreto composto dai verbali dei processi del Tribunale Ecclesiastico, sia di natura civile che penale, celebrati a Lucca dal XIV al XVIII secolo. Si noti che nella Repubblica di Lucca non esisteva il tribunale dell'Inquisizione: per sua natura il Tribunale Ecclesiastico, di cui nell'Archivio sono i documenti, non giudicava i laici ma solo gli ecclesiastici.   

## Sede
A partire dal secolo VIII, l'Archivio arcivescovile di Lucca ha sempre avuto sede nel palazzo del Vescovo, presso la cattedrale di San Martino. L'Archivio arcivescovile è aperto a studiosi e ricercatori da settembre a giugno.

## Personale scientifico
Il direttore scientifico dell'Archivio è il mons. Sergio Pagano, che è anche prefetto dell'Archivio segreto vaticano.

## Storia
L'Archivio è stato, negli ultimi tre secoli, frequentato da studiosi di tutto il mondo tra cui si ricordano Jean Mabillon, Ludovico Antonio Muratori, Salvatore Bongi, Ugo Enrico Paoli, Antonio Maria Lupi, Luigi Schiaparelli, Theodor Mommsen, Elias Avery Lowe, Franz Steffens, Louis Duchesne e Paul Fridolin Kehr.